# کیلین کلر
کیلین کلر (به انگلیسی: Kalyn Keller) (زادهٔ ۳ آوریل ۱۹۸۵) شناگر اهل ایالات متحده آمریکا است.